# Achdut ha-avoda
Achdut ha-avoda (hebrejsky אחדות העבודה‎, doslova „Jednota práce“) byla sociálně demokratická politická strana, která existovala pod různými názvy v britské mandátní Palestině a Izraeli. Je jednou z předchůdkyň dnešní Izraelské strany práce.

## Historie

### Achdut ha-avoda
Původní strana Achdut ha-avoda byla založená v mandátní Palestině v roce 1919 z pravého křídla strany Po'alej Cijon, která byla založena v osmanské Palestině v roce 1906. Předsedou nově vzniklé strany byl David Ben Gurion. V roce 1930 došlo ke sloučení Achdut ha-avoda s otevřeně protimarxistickou stranou ha-Po'el ha-ca'ir a vytvoření Mapaje. Zmíněné dvě strany spolu spolupracovaly již v roce 1920 při založení odborových svazů Histadrut. Sloučením došlo k zániku strany.

### Hnutí Achdut ha-avoda
V roce 1944 se od Mapaje odštěpila skupina známá jako frakce B (hebrejsky סיעה ב׳‎, Si'a Bet) a založila Hnutí Achdut ha-avoda (hebrejsky התנועה לאחדות העבודה‎, ha-Tnu'a le-Achdut ha-avoda).

### Hnutí Achdut ha-avoda Poalej Cijon
V roce 1946 se Hnutí Achdut ha-Avoda sloučilo s levým křídlem Po'alej Cijon a vzniklo Hnutí Achdut ha-avoda Po'alej Cijon (hebrejsky התנועה לאחדות העבודה פועלי ציון‎, ha-Tnu'a le-Achdut ha-avoda Po'alej Cijon). O dva roky později se strana sloučila s formací Dělnická strana ha-Šomer ha-ca'ir a vytvořily levicovou stranu Mapam.

### Achdut ha-avoda - Po'alej Cijon
Dne 23. srpna 1954 vystoupili Moše Aram, Jisra'el Bar Jehuda, Jicchak Ben Aharon a Aharon Cizling ze strany Mapam a znovu založili Achdut ha-avoda - Po'alej Cijon. Předsedou Knesetu však nebyli uznáni jako nezávislá strana. Strana začala vydávat stranické noviny la-Merchav, které začaly od prosince téhož roku vycházet každý den, a to až do roku 1971, kdy došlo k jejich sloučení s novinami Davar.
V parlamentních volbách v roce 1955 strana kandidovala pod názvem Achdut ha-avoda. Podařilo se jí získat deset mandátů, čímž se stala pátou nejsilnější stranou Knesetu. Strana se podílela na obou koaličních vládách Ben Guriona během funkčního období třetího Knesetu. Poslanec Nachum Nir se stal předsedou Knesetu (to bylo v historii Knesetu poprvé, co se předsedou Knesetu nestal poslanec hlavní vládnoucí strany), Bar Jehuda se stal ministrem vnitra a Moše Karmel se stal ministrem dopravy. Strana byla nakonec v roce 1959 zodpovědná za pád vlády, když s poslanci jiné koaliční strany Mapam hlasovali proti vládě v otázce prodeje zbraní do Západního Německa a následně odmítli opustit vládní koalici.
V předčasných volbách téhož roku strana získala sedm poslaneckých mandátů. Opět se stala součástí vládní koalice až do jejího pádu v roce 1961 a Ben Aharon se stal ministrem dopravy. Ve volbách v roce 1961 strana získala osm mandátů a stala se jednou ze tří stran vládní koalice. Jigal Alllon se stal ministrem práce a Ben Aharon, Bar Jehuda a Karmel se postupně stali ministry dopravy během funkčního období tohoto Knesetu.
Před volbami v roce 1965 strana kandidovala společně s Mapajem v rámci aliance Ma'arach a dohromady získaly 45 mandátů. Dne 23. ledna 1968 došlo k rozpuštění Ma'arachu a sloučení Achdut ha-avoda, Mapaje a Rafi ve Stranu práce. O rok později pak došlo ke vzniku aliance Strany práce a Mapamu opět pod názvem Ma'arach.